# Korsets tegn
Korsets tegn (latin: Signum Crucis) er en rituel håndbevægelse, der udføres af medlemmer af mange kristne trossamfund, ofte ledsaget af den udtalte eller mentalt reciterede trinitariske formel.
Bevægelsen gengiver formen af et kors enten i luften eller på kroppen, gentagende den traditionelle form for korsfæstelse fra den kristne beretning om Jesu lidelse og død. Der findes to principielle former: den ældre med tre fingre, fra højre mod venstre; der udelukkende benyttes i den ortodokse kirke og de unerede kirker; den anden, fra venstre mod højre, andet end tre fingre; benyttes i den romerskkatolske kirke, den anglikanske kirke, Lutheranismen og den orientalsk-ortodokse kirke. Ritualet er sjældent indenfor andre traditionelle kristne kirkesamfund. Det menes at den ældste form for korsets tegn er ved at afmærke et kors på panden, dernæst på læberne og dernæst over hjertet. Dette tegn udføres stadig i den romerskkatolske kirke og den anglikanske kirke under evangeliets forkyndelse.